# Domingo Corujo Tejera
Domingo Corujo Tejera (San Bartolomé, 1945) es un escritor y músico canario inventor de la guitarra de cola.

## Biografía
Nació en San Bartolomé en 1945, en el seno de una familia cultivadora de la música tradicional canaria. A los siete años tomó parte en agrupaciones musicales de su pueblo natal. En 1960, con la Agrupación Folklórica «Ajei», obtuvo en el Certamen Internacional de Santander el primer premio. Se formó como barbero y con diecisiete años,en 1963, emigró a Venezuela donde desempeñó diversas ocupaciones laborales y se formó como guitarrista junto a su maestro Antonio Lauro.Desde 1966 al 69, siguió los Cursos internacionales de guitarra clásica dictados por el maestro Alirio Díaz, en la Universidad Central de Venezuela. En 1968 estudió en Madrid la técnica de la escuela española de guitarra clásica, con el maestro Regino Sainz de la Maza.

### Trayectoria musical
Su vida ha transcurrido entre Canarias y Venezuela y con numerosas actuaciones y estancias en distintos países, con un currículo de más de 50 años de música a sus espaldas, preocupado por mantener los sonidos y estilos propios de las islas Canarias.
Ha impartido clases de música en escuelas, liceos, universidades, cárceles, centros de educación especial y máster class por varios países a través del Instituto Cervantes. En 1985 fue nombrado profesor de honor del «Circle Guitarristique de L’Ille de France», en un curso internacional de guitarra clásica impartido en Dieppe (Normandia). En 1987 fundó la Escuela de Música Corujo en La Laguna (Tenerife) en la que se han formado solistas y diferntes grupos de guitarra clásica.
En octubre de 1992, (con motivo de la celebración del V Centenario del descubrimiento de América) dio un recital en New York, en la Marble and Granit Galery donde presentó por primera vez su «Guitarra de Cola de Corujo» Corujo’s Grand Guitar. En 1993 grabó con su guitarra de cola, el disco titulado Dos Orillas del Atlántico: Canarias-Venezuela.
En noviembre de 1999, presentó el Trío de Guitarras de Cola Ad Libitum con el que dio varios recitales. En febrero de 2002 fue nombrado comisario del II festival Iberoamericano de guitarra de Marruecos, patrocinado por el Instituto Cervantes. En el mismo mes de febrero fue comisario del I festival Iberoamericano de guitarra de La Laguna, en el que intervinieron los mismos guitarristas que intervinieron en el festival de Marruecos, que representaban a México, Colombia, Uruguay, Chile, Argentina, Brasil, Perú, Venezuela, Portugal y España. En agosto de 2002, participó como profesor y concertista en el Primer Festival Joven de Guitarra de Lanzarote (Canarias). En marzo de 2003 fue comisario del I Festival Iberoamericano de guitarra de Beirut, organizado por el Instituto Cervantes. En octubre del mismo año fue comisario del I Festival Iberoamericano de guitarra de Ammán.
Ha colaborado con Cirilo Leal y la compañía Medio Almud Teatro, como músico y declamador en diferentes obras de teatro y reportajes para la televisión.Es considerado uno de los más relevantes maestros canarios de la guitarra. Ha dado recitales en Venezuela, Colombia, Antillas Nederlandesas, Estados Unidos, Alemania, España, Francia, Suiza, Bélgica, Marruecos, Líbano y Jordania.

## Obra

### Música
- Dos Orillas del Atlántico: Canarias-Venezuela, 1993.[7][8]
- Arreglo poético musical, Un Hombre, una Isla, un Mundo, de Víctor Fernández Gopar.
- En la obra Va el Alma por Pasar, 2009.[9][10]
- En la obra La Danza de la Sabina, 2009.[10]

### Publicaciones
- La música canaria de cuerdas, 1997.[11]
- Novela Detrás de la casa grande (Archivo Municipal de Arrecife, 2015).[12]
- Poemario Flores del estercolero (Aguere Poesía, 2010).
- Poemaforismos (Editorial Francisco Romero, 2018).

## Premios y reconocimientos
- 1960 Primer premio en el Certamen Internacional de Santander con la Agrupación Folklórica «Ajei».[1]
- 1993 Grado máximo de interpretación de guitarra clásica (clase A) que otorga la Asociación de las Reales Escuelas de Música Británicas.[3]
- 1996 Homenaje del Ateneo de La Laguna (Tenerife) por su labor de investigación en la evolución de la guitarra.[3]
- 2016 Pregonero, junto a su hermano Antonio, de las Fiestas de San Marcial de Rubicón.[13][14][15]